# Bubbio
Bubbio là một đô thị ở tỉnh Asti vùng Piedmont thuộc Ý, nằm ở vị trí cách khoảng 60 km về phía đông nam của Torino và khoảng 25 km về phía đông nam của Asti. Tại thời điểm ngày 31 tháng 12 năm 2004, đô thị này có dân số 917 người và diện tích là 15,7 km².
Bubbio giáp các đô thị: Canelli, Cassinasco, Cessole, Loazzolo, Monastero Bormida và Roccaverano.